# Jorge Pereyra Díaz
Jorge Rolando Pereyra Díaz (La Rioja, 5 agosto 1990) è un calciatore argentino, attaccante del Mumbai City.

## Palmarès

### Club

#### Competizioni internazionali
- Copa Sudamericana: 1

Lanús: 2013

#### Competizioni nazionali
- Malaysia Super League: 3

Johor Darul Ta'zim: 2014, 2015, 2016
- Campionato boliviano: 1

Bolívar: Apertura 2019
- ISL Shield: 1

Mumbai City: 2022-2023
- Indian Super League: 1

Mumbai City: 2023-2024

### Individuale
- Capocannoniere della Malaysia Super League: 1

2016 (18 reti)